# Anthidium montanum
Anthidium montanum is een vliesvleugelig insect uit de familie Megachilidae. De wetenschappelijke naam van de soort is voor het eerst geldig gepubliceerd in 1864 door Morawitz.